# Tasiocera aspistes
Tasiocera aspistes är en tvåvingeart som beskrevs av Alexander 1965. Tasiocera aspistes ingår i släktet Tasiocera och familjen småharkrankar.
Artens utbredningsområde är Madagaskar. Inga underarter finns listade i Catalogue of Life.